# Changluo (sockenhuvudort i Kina, Jiangxi Sheng, lat 25,80, long 115,18)
Changluo är en sockenhuvudort i Kina. Den ligger i provinsen Jiangxi, i den sydöstra delen av landet, omkring 330 kilometer söder om provinshuvudstaden Nanchang. Antalet invånare är 10 650. Befolkningen består av 5 106 kvinnor och 5 544 män. Barn under 15 år utgör 25,0 %, vuxna 15-64 år 67 %, och äldre över 65 år 7,0 %.
Runt Changluo är det tätbefolkat, med 257 invånare per kvadratkilometer. Närmaste större samhälle är Jiangkou, 17,7 km norr om Changluo. I omgivningarna runt Changluo växer i huvudsak blandskog.
Genomsnittlig årsnederbörd är 1 887 millimeter. Den regnigaste månaden är maj, med i genomsnitt 333 mm nederbörd, och den torraste är oktober, med 17 mm nederbörd.